# Wahlen in den Vereinigten Staaten 2006
Am 7. November 2006 fanden in den Vereinigten Staaten Wahlen statt. Diese werden auch als Halbzeitwahlen bezeichnet, da der Präsident nicht gewählt wurde. Insgesamt gingen die Demokraten als Sieger aus der Wahl hervor.
Gewählt wurden:
- Alle 435 Sitze im Repräsentantenhaus. siehe hierzu: Wahlen zum Repräsentantenhaus der Vereinigten Staaten 2006
- 33 der 100 Sitze im Senat. siehe hierzu: Wahlen zum Senat der Vereinigten Staaten 2006
- in 36 der 50 Bundesstaaten der Gouverneursposten. siehe hierzu: Gouverneurswahlen in den Vereinigten Staaten 2006
- viele Parlamente auf Ebene der Bundesstaaten
- sowie einige Legislativen auf Kommunalebene

## Wahlkampfbestimmende Themen
Der Wahlkampf wurde von der Lage im Irak dominiert. Angesichts steigender Opferzahlen unter den Truppen und fast täglicher Meldungen über Selbstmordattentate und Befürchtungen, dass den Vereinigten Staaten die Kontrolle im Irak entgleiten könnte, waren viele Wähler von der Republikanischen Partei des Präsidenten George W. Bush enttäuscht und lasteten der Regierung schwere Fehler an. Vor der Wahl forderten die Redakteure der Army Times, eine Zeitung, die auf allen Stützpunkten der USA verkauft wird, in einem Editorial die Ablösung von Donald Rumsfeld wegen der Lage im Irak. Die Zustimmung zu der Arbeit des Präsidenten sank auf etwa 35 %, und die Wahl wurde als Plebiszit zu der Irak-Politik des Präsidenten verstanden.
Hinzu kamen kurz vor der Wahl zahlreiche Skandale, die die Reputation der Republikaner als Partei des Anstandes und christlicher Moral beschädigten. So wurde der Kongressabgeordnete Mark Foley dabei überführt, wie er männlichen minderjährigen Botenjungen im Kongress anzügliche Botschaften über Instant Messaging schickte. Mandatsträger der Republikaner waren in Korruptionsskandale verwickelt, und Ted Haggard, ein einflussreicher christlicher Prediger und starker Unterstützer des Präsidenten, der in Predigten stets gegen die gleichgeschlechtliche Ehe Stellung bezog, stellte sich als homosexuell heraus und gestand vor laufenden Kameras ein, die Droge Crystal Meth gekauft, aber nicht genommen zu haben.
Somit waren die Republikaner in zwei ihrer von den Wählern zugeschriebenen Kernkompetenzen, nämlich einer guten Sicherheitspolitik sowie ihrer Position als Verteidiger von Anstand, Sitte und Moral, geschwächt. In zahlreichen Staaten waren aber auch Volksabstimmungen zum Verbot der gleichgeschlechtlichen Ehe auf dem Wahlzettel; ein Thema, welches in den USA polarisierend wirkt und Wähler an die Urnen treibt.

## Berichte von Unregelmäßigkeiten
- Probleme mit den Wahlmaschinen, Süddeutsche Zeitung, 7. November 2006
- Im Zweifel für die Republikaner, FAZ, 6. November 2006
- Zweifel an den neuen Wahlmaschinen (tagesschau.de-Archiv), tagesschau.de, 6. November 2006
- In the Land of ‘Every Vote Counts,’ Uncertainty on Whether It’s Counted Correctly, New York Times, 2. November 2006
- Problems in test run for voting, Miami Herald, 31. Oktober 2006
- Defekt, unzuverlässig, manipulierbar, Spiegel Online, 31. Oktober 2006